# Raymond Owusu
Raymond Owusu Frimpong (20 aprile 2002) è un calciatore ghanese, attaccante del Metalist 1925.

## Caratteristiche tecniche
È un centravanti che fa della rapidità il suo punto di forza.

## Carriera
Cresciuto calcisticamente nelle giovanili del Gold Coast, nel 2021 si trasferisce allo Zorja, club di Prem"jer-liha ucraina. Esordisce col club di Luhansk il 9 maggio subentrando ad Allahyar Sayyadmanesh nel corso del match di campionato vinto per 2-1 contro l'Oleksandrija. Il 2 agosto 2021 realizza il suo primo gol da professionista, mettendo a segno la rete del definitivo 5-1 contro l'Inhulec'.

## Statistiche

### Presenze e reti nei club
Statistiche aggiornate al 25 febbraio 2022.
| Stagione        | Squadra         | Campionato      | Campionato | Campionato | Coppe nazionali | Coppe nazionali | Coppe nazionali | Coppe continentali | Coppe continentali | Coppe continentali | Altre coppe | Altre coppe | Altre coppe | Totale | Totale | Totale |
| Stagione        | Squadra         | Comp            | Pres       | Reti       | Comp            | Pres            | Reti            | Comp               | Pres               | Reti               | Comp        | Pres        | Reti        | Pres   | Reti   |        |
| --------------- | --------------- | --------------- | ---------- | ---------- | --------------- | --------------- | --------------- | ------------------ | ------------------ | ------------------ | ----------- | ----------- | ----------- | ------ | ------ | ------ |
| mar.-mag. 2021  | Zorja           | PL              | 1          | 0          | KU              | -               | -               | UEL                | -                  | -                  |             |             |             | 1      | 0      |        |
| 2021-2022       | Zorja           | PL              | 13         | 4          | KU              | 1               | 0               | UEL+ECL            | 1+3                | 0                  |             |             |             | 19     | 4      |        |
| Totale carriera | Totale carriera | Totale carriera | 14         | 4          |                 | 1               | 0               |                    | 4                  | 0                  |             |             |             | 20     | 4      |        |